# Boris Way
Борис Эквестри, более известный, как Boris Way — французский диджей и продюсер, подписавший контракт с Ultra Records. Его синглы «Your Love», «Kings & Queens», «Lose My Mind» заняли 87, 78, 76 места во французском чарте соответственно. В 2023 году он номинировался на премию NRJ Music Awards.

## Ранняя жизнь и карьера
Эквистри родился 9 октября 1991 г. в Драгиньяне и провёл детство в Кавалер-сюр-Мер. В юности он играл в рок-группах, а в подростковом возрасте, обнаружив в себе интерес к клубам, играл на гитаре и барабанах. Его карьера началась как карьера диск-жокея в клубах Ниццы, города, в котором он поселился. Он выступал на пляже Мас-д’Эстель в качестве гостя французского диджея и продюсера Kungs, на фестивале Summer Vibes в Сен-Айгульф в качестве гостя дуэта Ofenbach, играющего в стиле дип-хаус, и на Amnesia в качестве гостя своего друга Квентина Мозиманна.
Будучи диджеем в L’Étoile, он начал продюсировать музыку и отправлять её на звукозаписывающие лейблы, прежде чем выпустить два сингла «Sunday» и «Come Fire» на Spinnin’ Records. Позже он подписал контракт с Parlophone из Warner Music и выпустил сингл «Your Love». В песне участвовал вокалист Том Бейли, который работал в той же издательской компании, что и Equestri. Песня была написана, когда Бейли отправил ему демоверсию, которую в итоге подписал Warner и отправил на радио. В 2021 году он подписал контракт с Ultra Records.
Будучи резидентом L'Étoile, он начал писать музыку и отправлять ее на звукозаписывающие лейблы, прежде чем выпустить два сингла, «Sunday» и «Come Fire», на Spinnin' Records. Позже он подписал контракт с Parlophone из Warner Music и выпустил сингл «Your Love». В песне участвовал вокалист Tom Bailey, который был из той же издательской компании, что и Equestri. Песня была создана, когда Бейли отправил ему демо, которое в конечном итоге было подписано Warner и отправлено для трансляции по радио. В 2021 году он подписал контракт с Ultra Records.

## Дискография

### Charted singles
| Title                              | Year | Peak chart positions | Peak chart positions | Album            |
| Title                              | Year | FRA                  | BEL (W)              | Album            |
| ---------------------------------- | ---- | -------------------- | -------------------- | ---------------- |
| «Your Love» (featuring Tom Bailey) | 2017 | 87                   | 37                   | Non-album single |
| «Kings & Queens»                   | 2023 | 78                   | —                    |                  |
| «Lose My Mind»                     | 2023 | 76                   | —                    |                  |